# باتريشيا فلور
باتريشيا فلور (بالألمانية: Patricia Flor)‏ هي دبلوماسية وصحفية ألمانية، ولدت في 19 أكتوبر 1961 في نورنبرغ في ألمانيا.